# Franc Palme
Franc Palme (ur. 14 grudnia 1914 w Grazu, zm. 27 lutego 1946 w Lublanie) – jugosłowiański skoczek narciarski, zwycięzca pierwszego w historii konkursu na skoczni mamuciej, olimpijczyk z 1936.

## Przebieg kariery
W 1932 r. podczas zawodów w Bohinjskiej Bistricy ustanowił trzy rekordy Jugosławii w długości skoku (pierwszy z nich na 43 m). W 1933 r. zajął 39. miejsce w konkursie na dużej skoczni (K-70) podczas mistrzostw świata w narciarstwie klasycznym w Innsbrucku. 4 lutego 1934 wygrał mistrzostwa Królestwa Jugosławii, które zainaugurowały zarazem pierwszą mamucią skocznię narciarską na świecie – Bloudkovą velikankę w Planicy (K-90), skacząc na odległość 55 m i 60 m. W pierwszych międzynarodowych zawodach na tej skoczni, zorganizowanych 25 marca 1934, zajął ostatnie (14.) miejsce. W 1935 r. zajął 54. miejsce w konkursie na dużej skoczni (K-55) podczas mistrzostw świata w narciarstwie klasycznym w Wysokich Tatrach. W 1936 r. po raz pierwszy - i jak się okazało jedyny - wziął udział w igrzyskach olimpijskich, zajmując 43. miejsce w olimpijskim konkursie na dużej skoczni (K-80) w Garmisch-Partenkirchen. W 1939 r. zajął 24. miejsce w konkursie na dużej skoczni (K-75) podczas mistrzostw świata w narciarstwie klasycznym w Zakopanem.